# Songs of a Lost World
| Совокупная оценка    | Совокупная оценка |
| Источник             | Оценка            |
| -------------------- | ----------------- |
| AnyDecentMusic?      | 8.8/10            |
| Metacritic           | 93/100            |
| Оценки критиков      |                   |
| Источник             | Оценка            |
| Clash                | 9/10              |
| Classic Pop          | [ 6 ]             |
| The Guardian         | [ 7 ]             |
| The Irish Times      | [ 8 ]             |
| The Line of Best Fit | 8/10              |
| Louder Than War      | 5/5               |
| Mojo                 | [ 11 ]            |
| NME                  | [ 12 ]            |
| The Times            | [ 13 ]            |
| Uncut                | 9/10              |

Songs of a Lost World — четырнадцатый студийный альбом британской рок-группы The Cure, выпущенный 1 ноября 2024 года. Альбом был высоко оценён музыкальной прессой. Многие обозреватели сошлись во мнении, что это лучшая пластинка The Cure со времён Disintegration, одной из определяющих работ группы, а по мнению The Telegraph — со времён их дебютного диска.
13 декабря 2024 года вышел концертный альбом Songs of a Live World: Troxy London MMXXlV, записанный во время концерта группы в Лондоне. 13 июня 2025 года вышел альбом ремиксов под названием Mixes of a Lost World.

## Предыстория
Songs of a Lost World стал первым альбомом группы за 16 лет. Первые сообщения о работе над новой пластинкой появились ещё в 2018 году, а в 2022-м было раскрыто название будущего релиза. С тех пор информация о Songs of a Lost World постепенно просачивалась в сеть. На церемонии вручения премии Ivor Novello Awards фронтмен The Cure Роберт Смит дал интервью NME в котором сообщил: «Это альбом из 12 треков. Он существует, он практически наполовину сведен и наполовину закончен. Получился очень странный диск», подчеркнув, что он «стоит ожидания», а задержка связана с тем, что его «трудно петь». Релиз пластинки должен был состояться до начала турне запланированного на октябрь. Однако, вместо этого коллектив обкатывал новый материал во время концертов.
Дата релиза была объявлена осенью 2024 года — 1 ноября, для продвижения был запущен специальный веб-сайт, а также выпущен винил с двумя новыми треками — концертными версиями «And Nothing is Forever» и «I Can Never Say Goodbye». Песни также войдут в сборник The Cure — Novembre: Live in France 2022, составленный из материала записанного во Франции в ноябре 2022 года.
По словам Смита, он также работает с The Cure над второй студийной пластинкой и, помимо этого, планирует выпустить свой первый сольный альбом. «Первый альбом The Cure [Songs of a Lost World] — это беспощадная мрачность и уныние. Это самая депрессивная вещь, которую мы когда-либо делали», — отметил музыкант, «Второй — оптимистичный». По словам Смита рабочим названием предстоящей пластинки было Live From the Moon, которое отсылало к юбилею высадки человека на Луну. Группа даже оформила студию «всякими штуками» связанными с этой планетой, так как Смит «любитель понаблюдать за звёздами». Фронтмен отметил, что звуковые ландшафты нового лонгплея будут схожи с культовой пластинкой Disintegration, а в плане текстов он ближе к Pornography, так как в нём вообще нет воодушевляющих тем: «Тексты песен, которые я пишу для этого альбома, лично для меня, более правдивы. Они более честны. Вероятно, поэтому сам альбом немного более мрачный и обреченный. Я чувствую, что хочу сделать что-то, что выразит темную сторону того, что я пережил за последние несколько лет, — но таким образом, чтобы это зацепило людей». Смит подчеркнул, что на общий мрачный фон альбома повлияли смерть его матери, отца и брата случившиеся за эти годы. В свою очередь, клавишник группы Роджер О’Доннелл описал Songs of a Lost World как «самый интенсивный, грустный, драматичный и эмоциональный альбом, который мы когда-либо делали…». 26 сентября был выпущен ведущий сингл из новой пластинки под названием «Alone». «Как только мы записали это произведение, я понял, что оно станет открывающей песней, и я почувствовал, как весь альбом обретает форму» — рассказал Смит, отмечая, что подыскивая идеальную открывающую строчку для пластинки «в глубине души я уже знал», что это должна быть «This is the end».

## Отзывы критиков
Пластинка получила высокие оценки от музыкальной прессы. Имон де Паор из The Irish Times похвалил альбом, описав его как «величественно пустынный, великолепно мрачный» и добавив: «Он движется, как ледник в полночь — великолепный, неудержимый». Сравнив звучание альбома с такими группами, как Nine Inch Nails, Cocteau Twins, Pink Floyd и New Order. Джон Робб из Louder Than War отметил, что запись полна «элегических, задумчивых шедевров, в которых рассказывается о горечи утраты с помощью мрачной, мастерски исполненной музыки, наполненной мелодией, нюансами и атмосферой».
Обозреватель газеты The Washington Post назвал пластинку лучшим альбомом The Cure со времён Disintegration — одной из определяющих работ группы. Songs of a Lost World «полностью погружается во тьму с помощью „стены звука“», — отметил рецензент, «демонстрирующей уроборос влияния: преемники The Cure, такие как My Bloody Valentine и Nine Inch Nails, занимают видное место в ментальном миксе альбома». Он также предположил, что Songs of a Lost World послужит отличным завершением для долгой карьеры коллектива, если музыканты не захотят больше записывать альбомы.

### Итоговые годовые списки критиков
| Публикация/критик | Список                  | Ранг | Ссылка |
| ----------------- | ----------------------- | ---- | ------ |
| Exclaim!          | 50 Best Albums of 2024  | 28   | [ 31 ] |
| The Independent   | The Best Albums of 2024 | 8    | [ 32 ] |
| Mojo              | 75 Best Albums of 2024  | 31   | [ 33 ] |
| Rough Trade UK    | Albums of the Year 2024 | 23   | [ 34 ] |
| Time Out          | The Best Albums of 2024 | 5    | [ 35 ] |
| Uncut             | 80 Best Albums of 2024  | 69   | [ 36 ] |

## Список композиций
Слова и музыка всех песен — Роберт Смит.
| №  | Название                  | Длительность |
| -- | ------------------------- | ------------ |
| 1. | «Alone»                   | 6:48         |
| 2. | «And Nothing Is Forever»  | 6:53         |
| 3. | «A Fragile Thing»         | 4:43         |
| 4. | «Warsong»                 | 4:17         |
| 5. | «Drone:Nodrone»           | 4:45         |
| 6. | «I Can Never Say Goodbye» | 6:03         |
| 7. | «All I Ever Am»           | 5:21         |
| 8. | «Endsong»                 | 10:23        |

## Участники записи
- Роберт Смит — вокал, гитара, шестиструнная бас-гитара, клавишные;
- Саймон Гэллап — бас-гитара, клавишные;
- Джейсон Купер — ударные;
- Роджер О’Доннелл — клавишные;
- Ривз Гэбрелс — гитара

## Чарты
| Чарт (2024)                                    | Высшая позиция |
| ---------------------------------------------- | -------------- |
| Австралия (ARIA)                               | 5              |
| Бельгия/Фландрия (Ultratop)                    | 1              |
| Бельгия/Валлония (Ultratop)                    | 1              |
| Канада (Canadian Albums Chart)                 | 12             |
| Чехия (ČNS IFPI)                               | 29             |
| Дания (Hitlisten)                              | 1              |
| Нидерланды (Album Top 100)                     | 1              |
| Финляндия (Suomen virallinen lista)            | 7              |
| Франция (SNEP)                                 | 1              |
| Германия (Offizielle Top 100)                  | 1              |
| Греция (IFPI)                                  | 19             |
| Венгрия (MAHASZ)                               | 7              |
| Исландия (Tónlistinn)                          | 17             |
| Ирландия (Irish Albums Chart)                  | 3              |
| Италия (FIMI)                                  | 2              |
| Япония (Oricon)                                | 45             |
| Литва (AGATA)                                  | 80             |
| Новая Зеландия (RMNZ)                          | 3              |
| Норвегия (VG-lista)                            | 5              |
| Шотландия (Scottish Albums Chart)              | 1              |
| Швеция (Sverigetopplistan)                     | 1              |
| Швейцария (Schweizer Hitparade)                | 1              |
| Великобритания (UK Albums Chart)               | 1              |
| США (Billboard 200)                            | 4              |
| США (Top Rock & Alternative Albums, Billboard) | 1              |

## Сертификации
| Регион                                                                      | Сертификация | Продажи |
| --------------------------------------------------------------------------- | ------------ | ------- |
| Великобритания (BPI)                                                        | Серебряный   | 60 000  |
| Данные о продажах + прослушиваниях приведены только на основе сертификации. |              |         |